# Agnes Pockels
Agnes Pockels o Agnes Luise Wilhelmine Pockels (Venècia, 14 de febrer de 1862-Brunsvick, 21 de novembre de 1935) va ser una investigadora de química orgànica i mecànica de medis continus, pionera en l'estudi de la tensió superficial i de les monocapes.

## Context històric
El pare d'Agnes, estant destinat a Venècia com a oficial de l'exèrcit austríac,[I] va emmalaltir de malària. El 1871 la família es va mudar a Brunsvic, a la Baixa Saxònia, ciutat que aquell mateix any entraria a formar part del II Reich alemany. Al llarg de la vida d'Agnes es varen succeir altres canvis polítics transcendentals, com la I Guerra mundial, la proclamació de la República de Weimar en què Brunsvick va ser un estat lliure, l'arribada al poder de Hitler i l'adveniment del III Reich.

## Formació
Pockels és autodidacta. Ja interessada en la ciència, especialment la física, en l'època escolar, va assistir a l'Institut Municipal per a Nenes de Brunsvick i va continuar estudiant pel seu compte amb la literatura científica de la Universitat de Göttingen, que obtenia pel seu germà petit Friedrich, que hi estudiava. Després va seguir estudiant i investigant tant per ella mateixa, dissenyant sola experiments i la instrumentació per a dur-los a terme, com en col·laboració amb altres científics investigadors. El 1932 va ser nomenada doctora honoris causa per les seves aportacions.

## Activitat científica
Agnes Pockels va aconseguir mesurar la tensió superficial de monocapes de substàncies hidròfobes, que no es dissolen en l'aigua, i anfipàtiques, molècules llargues que tenen un extrem que es dissol en l'aigua i un altre que el rebutja (usades industrialment com a coadjuvants, en additius alimentaris, formigons, pintures o detergents, entre altres aplicacions, i pressents en els éssers vius i el cos humà en particular, com per exemple en les llàgrimes i el flux vaginal) i la relació amb la mida de les molècules implicades. Va descriure el comportament general de la tensió superficial amb diferents concentracions d'oli i de les quantitats necessàries de diferents olis per construir una monocapa de superfície coneguda. El 1891, va publicar el seu primer treball a la prestigiosa revista Nature.
Per dur a terme aquestes experiències, Pockels va desenvolupar un instrument de laboratori conegut com a "cubeta de Pockels", que obrí el camí a partir dels anys 1910 a l'estudi sistemàtic de monocapes flotants sobre aigua.

## Cubeta de Pockels
La cubeta dissenyada per Pockels és descrita per ella mateixa com un aparell per a l'estudi de les propietats de l'oli (substància hidròfoba) sobre l'aigua. Aquesta nova tecnologia consistia en una cubeta rectangular d'estany, amb una tira prima del mateix material que travessava la cubeta. Afegint en un costat de la tira l'oli deixava a l'altra banda l'aigua neta i així es podia confinar l'oli sobre la superfície. La tira d'estany era mòbil i servia per a variar la superfície amb oli i una balança mesurava la força necessària per alçar des de la superfície un petit disc i poder determinar així la tensió superficial de la capa d'oli.
Mitjançant els estudis realitzats amb la pròpia cubeta, Pockels va poder estudiar la relació de la tensió superficial amb la mida de les molècules. Així, va observar que la tensió superficial dels àcids grassos era aproximadament nul·la fins que l'àrea de la superfície arribava a uns 20 Å² per molècula, i que a partir d'aquest valor (punt de Pockels) la tensió canviava molt ràpidament amb l'augment de la superfície de contacte. Rayleigh va interpretar aquest comportament dient que les molècules en aquest punt entraven en contacte.
Gràcies a aquests treballs, que van obrir camí a les investigacions d'Irving Langmuir, aquest va guanyar el premi Nobel, l'any 1932, pels seus estudis sobre química de superfícies, usant monocapes flotants d'àcids grassos, èsters i alcohols sobre aigua.

## Reconeixements
El 1931 va rebre, juntament amb Henri Devaux, el premi Laura Leonard de la Societat de Col·loides. El 1932 la Technische Hochschule de Braunschweig (Universitat Tècnica de Brunsvick) li va concedir un doctorat honoris causa.
El bioquímic americà Charles Tanford dedicà un capítol a Agnes Pockels en un llibre divulgatiu sobre història de la ciència.